# Dixon (Wyoming)
Dixon – miasto w Stanach Zjednoczonych, w stanie Wyoming, w hrabstwie Carbon.